# Ahmed Jahouh
Ahmed Jahouh (Casablanca, 31 luglio 1988) è un allenatore di calcio ed ex calciatore marocchino, di ruolo centrocampista. Allenatore dell'Amal Al-Aroui.

## Carriera

### Club
Ha giocato nella prima divisione marocchina ed in quella indiana. Il 22 febbraio 2025 ha rescisso unilateralmente il suo contratto con l'Odisha.

### Nazionale
Tra il 2012 ed il 2016 ha giocato complessivamente 8 partite con la nazionale marocchina.

## Statistiche

### Cronologia presenze e reti in nazionale
| Cronologia completa delle presenze e delle reti in nazionale ― Marocco | Cronologia completa delle presenze e delle reti in nazionale ― Marocco | Cronologia completa delle presenze e delle reti in nazionale ― Marocco | Cronologia completa delle presenze e delle reti in nazionale ― Marocco | Cronologia completa delle presenze e delle reti in nazionale ― Marocco | Cronologia completa delle presenze e delle reti in nazionale ― Marocco | Cronologia completa delle presenze e delle reti in nazionale ― Marocco | Cronologia completa delle presenze e delle reti in nazionale ― Marocco |
| Data                                                                   | Città                                                                  | In casa                                                                | Risultato                                                              | Ospiti                                                                 | Competizione                                                           | Reti                                                                   | Note                                                                   |
| ---------------------------------------------------------------------- | ---------------------------------------------------------------------- | ---------------------------------------------------------------------- | ---------------------------------------------------------------------- | ---------------------------------------------------------------------- | ---------------------------------------------------------------------- | ---------------------------------------------------------------------- | ---------------------------------------------------------------------- |
| 16-1-2016                                                              | Kigali                                                                 | Gabon                                                                  | 0 – 0                                                                  | Marocco                                                                | Campionato delle Nazioni Africane 2016 - 1º turno                      | -                                                                      | 88’                                                                    |
| 20-1-2016                                                              | Kigali                                                                 | Marocco                                                                | 0 – 1                                                                  | Costa d'Avorio                                                         | Campionato delle Nazioni Africane 2016 - 1º turno                      | -                                                                      |                                                                        |
| Totale                                                                 |                                                                        | Presenze                                                               | 2                                                                      |                                                                        | Reti                                                                   | 0                                                                      |                                                                        |

## Palmarès

### Club

#### Competizioni nazionali
- Campionato marocchino: 1

Moghreb Tétouan: 2011-2012
- Super Cup: 1

Goa: 2019
- Indian Super League: 2

Goa: 2019-2020
Mumbai City: 2020-2021
- ISL Shield: 2

Mumbai City: 2020-2021, 2022-2023